# Christin Bahnert

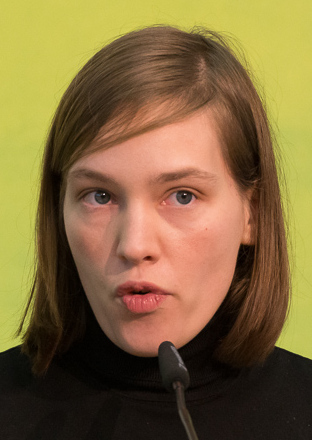
Christin Bahnert, 2014

Christin Bahnert (* 1981 in Dresden) ist eine deutsche Politikerin (Bündnis 90/Die Grünen) und Dramaturgin. Sie war von 2014 bis 2016 die Landesvorstandssprecherin des sächsischen Landesverbands ihrer Partei.

## Ausbildung und Karriere als Dramaturgin
Bahnert besuchte zunächst das Gymnasium Dresden-Plauen und schloss ihre Schulbildung mit dem Abitur am St. Benno-Gymnasium ab. Daraufhin studierte sie ab 1999 an der Freien Universität Berlin in den Fächern Neue Deutsche Literatur und Theaterwissenschaften. An der Hochschule für Musik und Theater Leipzig studierte sie zudem im Studienfach Dramaturgie.
2007 wurde Bahnert Dramaturgin im Theaterhaus Jena. Später übernahm sie dort die Aufgabe der Künstlerischen Leiterin und der Leitenden Dramaturgin.

## Politik
Bahnert wurde 2010 Mitglied von Bündnis 90/Die Grünen. Daraufhin war sie zunächst unter anderem als Beisitzerin im Kreisvorstand Potsdam für die Partei aktiv. Außerdem wurde sie zum stellvertretenden Ortsbeiratsmitglied in Dresden-Plauen gewählt.
Am 6. Dezember 2014 wählten die Delegierten des Landesparteitags von Bündnis 90/Die Grünen Sachsen Bahnert mit einer Mehrheit von 63,5 Prozent im ersten Wahlgang zur neuen Landesvorstandssprecherin. 2016 trat sie nicht für eine Wiederwahl an.